# Festival Internacional de Cinema de Locarno

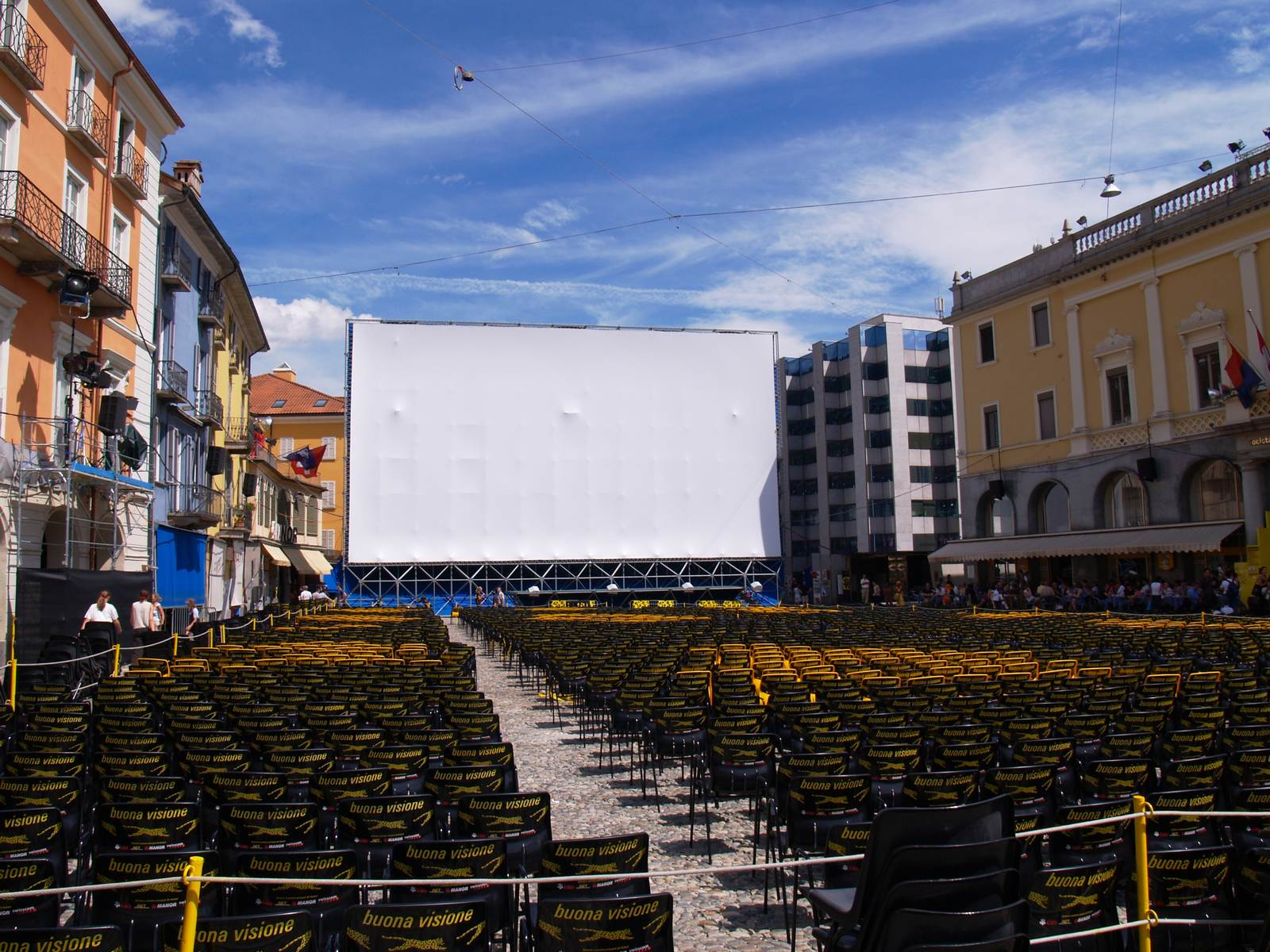
La pantalla de projecció, a la Piazza Grande de Locarno.

El Festival Internacional de Cinema de Locarno (en italià, Festival del film Locarno) és un festival de cinema internacional que se celebra anualment a la ciutat de Locarno (Suïssa) des de 1946.
Després del de Canes i Venècia, i juntament amb el de Karlovy Vary, el de Locarno és el festival cinematogràfic que compta amb la trajectòria més llarga. El tret principal d'aquest festival és l'espai a l'aire lliure on es fan les projeccions, a la Piazza Grande, amb espai per a més de 8.000 espectadors, i amb una de les pantalles a l'aire lliure més grans al món (fa 26x14 metres).
És conegut internacionalment per ser un festival de descoberta, ja que durant la seva història ha descobert noves tendències i ha impulsat la carrera de nombrosos directors i actors. Encara que el festival se centra en les pel·lícules, més que no pas en les estrelles i el glamour, unes quantes personalitats de la indústria cinematogràfica internacional han passat pel Festival de Cinema Internacional Locarno en els darrers anys, com ara: Rose McGowan, John Malkovich, Susan Sarandon, Michel Piccoli, Robert Rodriguez, Anthony Hopkins, Ken Loach, Gus Van Sant, Christian Slater, Wim Wenders, Terry Gilliam, Abbas Kiarostami, Aki Kaurismäki, Frank Oz, Adam Shankman, Aleksandr Sokúrov, Mike Leigh, Dario Fo, Carmen Maura, Bud Spencer i Willem Dafoe.

## Guardons

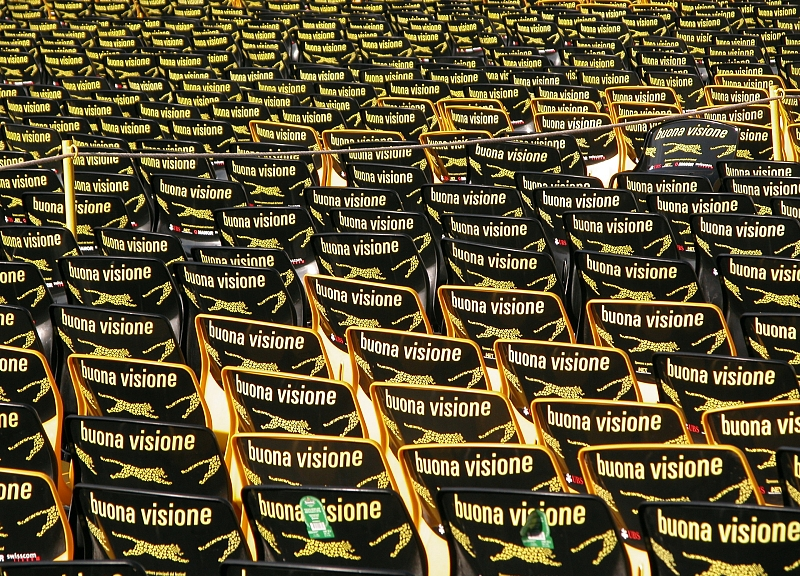
Cadires a la Piazza Grande preparades per a la projecció.

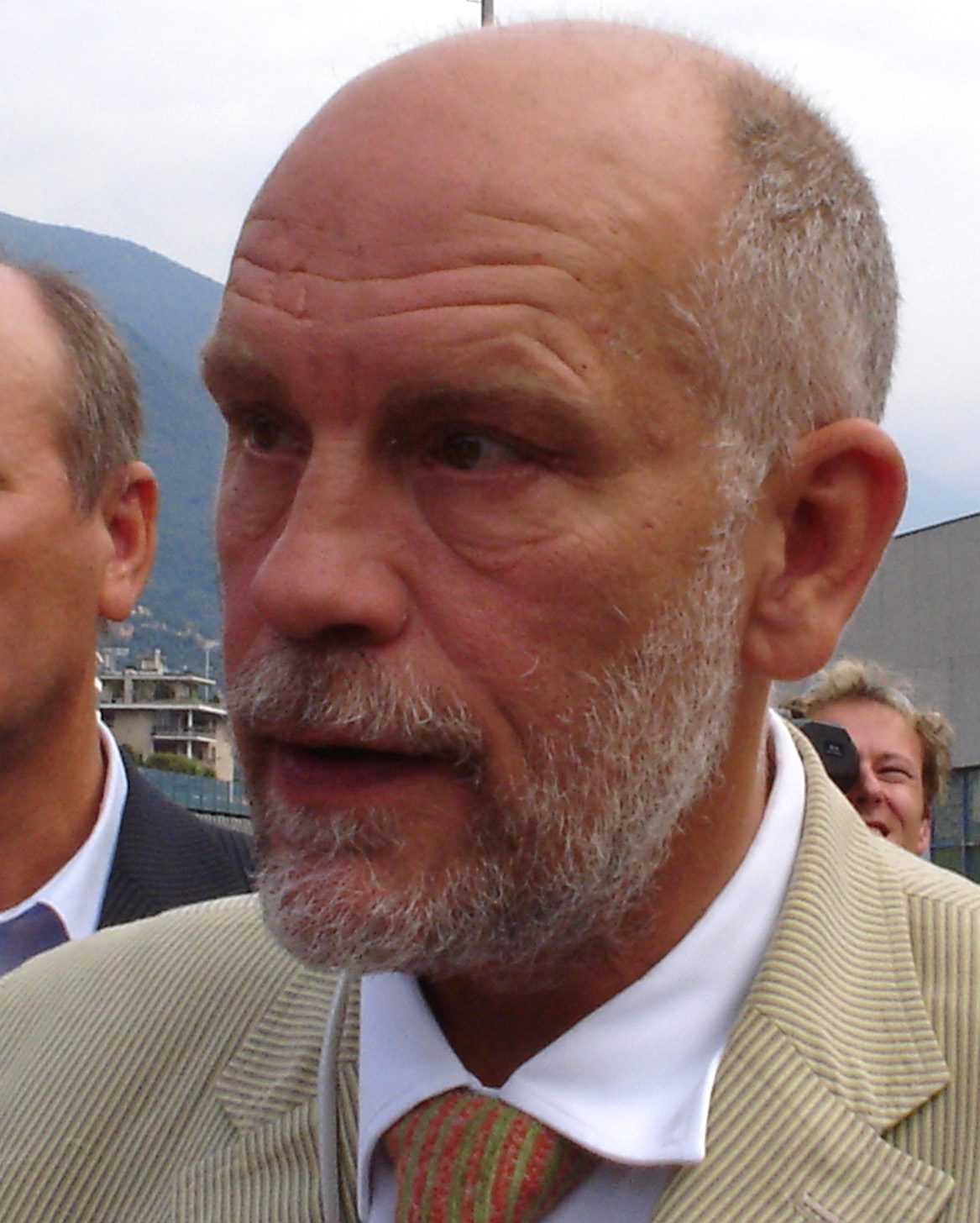
L'actor John Malkovich a l'edició de 2005.

Entre d'altres, trobem:

### Lleopard d'Or
El Pardo d'Oro és el premi més important; s'atorga a la millor pel·lícula en la competició internacional. Ha tingut diversos noms al llarg de la història. Algunes de les pel·lícules que han rebut aquest guardó han estat: Alemanya, any zero (Roberto Rossellini, 1948), El pocatraça (Milos Forman, 1963), Antonio Gramsci: i giorni del carcere (Lino Del Fra, 1977), Estranys al paradís (Jim Jarmusch, 1984), Johnny Suede (Tom DiCillo, 1991) i Hamlet (Michael Almereyda, 2000).

### Lleopard d'Honor
El Pardo d'onore s'atorga, des de 1989 (i amb l'excepció de l'any 2001), a les trajectòries cinematogràfiques destacades. Els guanyadors han estat:
- 1989: Ennio Morricone
- 1990: Gian Maria Volonté
- 1991: Jacques Rivette
- 1992: Manoel de Oliveira
- 1993: Samuel Fuller
- 1994: Kira Muratova
- 1995: Jean-Luc Godard
- 1996: Werner Schroeter
- 1997: Bernardo Bertolucci
- 1998: Joe Dante
- 1999: Daniel Schmid
- 2000: Paul Verhoeven i Paolo Villaggio
- 2002: Sydney Pollack
- 2003: Ken Loach
- 2004: Ermanno Olmi
- 2005: Terry Gilliam, Abbas Kiarostami i Wim Wenders
- 2006: Aleksandr Sokúrov
- 2007: Hsiao-hsien Hou
- 2008: Amos Gitai
- 2009: William Friedkin, Isao Takahata i Yoshiyuki Tomino
- 2010: Jia Zhangke i Alain Tanner (anunciats)

### Premi Raimondo Rezzonico
S'atorga en reconeixement dels  productors de cinema independent, des de 2002. L'han rebut:
- 2002: Paulo Branco
- 2003: Ruth Waldburger
- 2004: Karl Baumgartner
- 2005: Jeremy Thomas
- 2006: Agat Films
- 2007: Lita Stantic
- 2008: Christine Vachon
- 2009: Martine Marignac
- 2010: Menahem Golan